# Frank Devlin
Frank Patrick „Harry” Devlin (ur. 10 listopada 1884 w Nowym Jorku, zm. 6 stycznia 1938 tamże) – amerykański lekkoatleta, uczestnik igrzysk olimpijskich w Saint Louis w 1904 r.

## Występy na igrzyskach olimpijskich
Devlin wystartował tylko raz na igrzyskach olimpijskich w 1904. Wziął udział w maratonie. Zmagania biegaczy miały miejsce 30 sierpnia 1904. Devlin dobiegł do mety na 11. miejscu. 